# Gryllus cohni
Gryllus cohni är en insektsart som beskrevs av Weissman, D.C.F. Rentz, R.D. Alexander och Loher 19. Gryllus cohni ingår i släktet Gryllus och familjen syrsor. Inga underarter finns listade i Catalogue of Life.